# Drăgănești-Olt
Drăgăneşti-Olt é uma cidade da Romênia com 13.181 habitantes, localizada no judeţ (distrito) de Olt.